# Grindavík
Grindavík – miasto w południowo-zachodniej Islandii, na południowym wybrzeżu półwyspu Reykjanes. Wchodzi w skład gminy Grindavíkurbær, w regionie Suðurnes. Na początku 2018 roku zamieszkiwało je 3,3 tys. osób.
Droga nr 43 łączy je z drogą nr 41 oraz z położonymi na północ miejscowościami Njarðvík (gmina Reykjanesbær) i Vogar. Droga nr 427 na wschód z Þorlákshöfn, a droga nr 425 z Hafnir. 
Jest typowym miastem portowym z rozwiniętym rybołówstwem. Prowadzi się tu również hodowlę ryb m.in. narybku łososia.
Z tego miasta pochodzi islandzki pisarz Guðbergur Bergsson. Niedaleko Grindavíka urodził się pierwszy Islandczyk, który studiował biologię morza i był pionierem w tej dziedzinie, dr Bjarni Sæmundsson (1867–1940) – biolog morski.
W 1627 miasto najechali Berberowie, którzy schwytali wielu Duńczyków i Islandczyków, biorąc ich do niewoli oraz uprowadzili dwa statki kupieckie. W 1828 r. do Grindavíku dotarło siedmiu brytyjskich żeglarzy, którzy uratowali się z morskiej katastrofy. Na krze lodu dryfowali 49 dni.
10 listopada 2023 wszyscy mieszkańcy miasta zostali ewakuowani w związku z ryzykiem erupcji wulkanicznej w mieście. 18 grudnia 2023 rozpoczęła się trwająca 3 dni erupcja na północ od miasta, która nie zagroziła jednak miastu. Wylew lawy z kolejnej erupcji z 14 stycznia 2024 dotarł już do miasta
Ciepła woda do ogrzewania i prąd pochodzą z pobliskiej elektrociepłowni Svartsengi koło Błękitnej Laguny.
Główną atrakcją jest Saltfisksetur – muzeum produkcji solonych ryb. W tym samym budynku mieści się również biuro informacji turystycznej.

## Miasta partnerskie
- Rovaniemi, Finlandia
- Hirtshals, Dania
- Piteå, Szwecja
- Penistone, Wielka Brytania
- Jonzac, Francja
- Ilhavo, Portugalia